# MFK Dolný Kubín
MFK Dolný Kubín là một câu lạc bộ bóng đá Slovakia đến từ Dolný Kubín. Kể từ mùa giải 2009-10, câu lạc bộ thi đấu ở I.liga, hạng thứ hai của bóng đá Slovakia. Đội bóng thi đấu ở sân vận động Ivana Chodáka nơi trận đấu Siêu cúp bóng đá Slovakia 2009 giữa Slovan và Košice đã được diễn ra.

## Cầu thủ đáng chú ý
Từng thi đấu cho các đội tuyển quốc gia tương ứng
Về danh sách đầy đủ, xem tại đây
- Gagik Daghbashyan
- Dušan Galis
- Marián Had
- Róbert Hanko
- Anatol Cheptine
- Maroš Klimpl
- Matúš Kozáčik
- Ladislav Pecko
- Siradji Sani
- Dušan Tittel
- Ivan Trabalík